# Кітаґата

35°26′13″ пн. ш. 136°41′10″ сх. д. / 35.43694° пн. ш. 136.68611° сх. д.
Кітаґа́та (яп. 北方町, きたがたちょう, МФА: [kʲitagata t͡ɕoː]) — містечко в Японії, в повіті Мотосу префектури Ґіфу. Станом на 1 квітня 2009 площа містечка становила 5,17 км². Станом на 1 липня 2011 населення містечка становило 18 392 осіб.